# سوسومو أإيهمورا
سوسومو أُإيهمورا (باليابانية: 植村 晋) (9 أبريل 1964 في شيغا في اليابان – )؛ هو لاعب كرة قدم ياباني سابق كان يلعب كمدافع.

## وصلات خارجية
- سوسومو أإيهمورا على موقع رابطة كرة القدم اليابانية للمحترفين (اليابانية)
- سوسومو أإيهمورا على موقع عالم كرة القدم.نت (الإنجليزية)